# Cacoides latro
Cacoides latro là loài chuồn chuồn trong họ Gomphidae. Loài này được Erichson mô tả khoa học đầu tiên năm 1848.